# Годовкин, Валентин Сергеевич
Валентин Сергеевич Годовкин — советский хозяйственный и политический деятель.

## Биография
Родился в 1912 году в Смоленске. Член КПСС.
С 1930 года — рабочий-маляр, инженер треста «Союзвзрывпром».
Участник Великой Отечественной войны.
В 1943—1947 гг. — заместитель заведующего, заведующий отделом кадров, второй секретарь Октябрьского райкома ВКП(б) города Куйбышева.
В 1947—1948 гг. — первый секретарь Ленинского райкома ВКП(б) города Куйбышева.
В 1948—1954 гг. — заведующий отделом партийных, профсоюзных и комсомольских органов Куйбышевского обкома КПСС.
В 1954—1958 гг. — секретарь Куйбышевского обкома КПСС.
В 1958—1974 гг. — председатель Куйбышевского областного совета профсоюзов.
Делегат XXI, XXII, XXIII и XXIV съездов КПСС.
Умер в 1974 году в Куйбышеве.

## Награды
- Орден Трудового Красного Знамени (25.08.1971[5])
- Орден Красной Звезды (1945)
- Орден Знак Почёта